# Транспортна болница (Пловдив)
Многопрофилна транспортна болница – Пловдив е лечебно заведение в град Пловдив, правоприемник на Областната транспортна обединена болница.

## История
През 1918 г. в Пловдив е създадена Областна транспортна медицинска служба под формата на мрежа от здравни кабинети на „железниците“ на територията на Южна България.
През 1952 г. Здравните кабинети са обединени в Експертно медицинско отделение и е създадено първото Вътрешно отделение за стационарно лечение и експертиза. В същата година Транспортна болница се преименува на Областна транспортна обединена болница.
През 1971 г. е създадено Хирургично отделение, 1993 г. Неврологичен сектор към Вътрешно отделение, който през 1998 г. се преобразува в самостоятелно Неврологично отделение.
От 1998 г. Транспортна болница е в нова сграда. Болнициата приемат за преглед и стационар транспортните работници от цяла Южна България.
От 2001 г. болницата се отваря за лечение на всички граждани. През 2003 г. е създадено отделение за Анестезиология и реанимация и интензивно лечение. През 2010 г. се разкрива ново Кардиологично отделение, осъществяващо и дейност интензивно кардиологично лечение.